# NHL 1933./34.
NHL-sezona 1933./34. je bila sedamnaesta sezona NHL-a. 9 momčadi, podijeljeni na dvije skupine, odigrali su 48 utakmica. Pobjednik Stanleyeva kupa je bila momčad Chicago Blackhawksa, koja je u finalnoj seriji pobijedila Detroit Red Wingse s 3:1.
U ljetnoj stanki preminuli su dva igrača iz Chicaga, vratar Charlie Gardnier i novak Jack Leswick.
Prvi put u povijesti NHL-a odigrana je utakmica između najboljih igrača lige (NHL All Stars Game). Povod je bio jedna gruba utakmica između momčadi Bruinsa i Maple Leafsa. King Clancy je napravio grubi start na Eddiju Shori, koji se kasnije htio osvetiti, ali umjesto Clancija pogodi Aca Bailija s traga. Ace Bailey je pao s glavom na led i zadobio teški potres mozga. Shore se htio ispričati i ušao u svlačionicu, prije nego što je Bailey opet pao u nesvijest, rekao je: …to je sve dio igre…   U bolnici spašen mu je život, ali se nikad više nije vratio aktivnim igranjem. Dan poslije nesreće u jednim bostonskim novinama se mogla čitati njegova osmrtnica.  Shore dobio je kaznu od 16 utakmica. 
Na utakmici se skupljalo novac za invalidnog Baileja, ukupno se njemu moglo darivati 20.900 $.  Na All Stars utakmici se pojavio i Eddy Shore, kad je izašao na led, gledaoci su potpuno ušutjeli.  Tek kad mu je Bailey na sredini terena pružio ruku, kao znak oproštaja, gledaoci su počeli pljeskati, oduševljeni njegovim ponašanjem.
22. veljače 1934. privi put u povijesti hokeju na ledu se umirovio jedan broj.  Broj 3 Lionela Hitchmana iz Bostona se više ne nosi u toj momčadi. 

## Regularna sezona

### Ljestvice
Kratice: P = Pobjede, Po. = Porazi, N = Neriješeno, G= Golovi, PG = Primljeni Golovi, B = Bodovi
| Kanadska divizija   | P  | Po. | N  | G   | PG  | B  |
| ------------------- | -- | --- | -- | --- | --- | -- |
| Toronto Maple Leafs | 26 | 13  | 9  | 174 | 119 | 60 |
| Montreal Canadiens  | 22 | 20  | 6  | 99  | 101 | 50 |
| Montreal Maroons    | 19 | 18  | 11 | 117 | 122 | 49 |
| New York Americans  | 15 | 23  | 10 | 104 | 132 | 40 |
| Ottawa Senators     | 13 | 29  | 6  | 115 | 143 | 32 |

| Američka divizija  | P  | Po. | N  | G   | PG  | B  |
| ------------------ | -- | --- | -- | --- | --- | -- |
| Detroit Red Wings  | 24 | 14  | 10 | 113 | 98  | 58 |
| Chicago Blackhawks | 20 | 17  | 11 | 88  | 83  | 51 |
| New York Rangers   | 21 | 19  | 8  | 120 | 113 | 50 |
| Boston Bruins      | 18 | 25  | 5  | 111 | 130 | 41 |

### Najbolji strijelci
Kratice: Ut. = Utakmice, G = Golovi, A = Asistencije, B = Bodovi
| Igrač            | Momčad       | Ut. | G  | A  | B  |
| ---------------- | ------------ | --- | -- | -- | -- |
| Charlie Conacher | Toronto      | 42  | 32 | 20 | 52 |
| Joe Primeau      | Toronto      | 45  | 14 | 32 | 46 |
| Frank Boucher    | NY Rangers   | 48  | 14 | 30 | 44 |
| Marty Barry      | Boston       | 48  | 27 | 12 | 39 |
| Cecil Dillon     | NY Rangers   | 48  | 13 | 26 | 39 |
| Nels Stewart     | Boston       | 48  | 21 | 17 | 38 |
| Busher Jackson   | Toronto      | 38  | 20 | 18 | 38 |
| Aurel Joliat     | Montreal     | 48  | 22 | 15 | 37 |
| Hooley Smith     | Mtl. Maroons | 47  | 18 | 19 | 37 |
| Paul Thompson    | Chicago      | 48  | 20 | 16 | 36 |

## Doigravanje za Stanleyjev kup
Sve utakmice odigrane su 1934. godine.

### Prvi krug
| Toronto Maple Leafs vs. Detroit Red Wings                                   | Toronto Maple Leafs vs. Detroit Red Wings | Toronto Maple Leafs vs. Detroit Red Wings | Toronto Maple Leafs vs. Detroit Red Wings | Toronto Maple Leafs vs. Detroit Red Wings | Toronto Maple Leafs vs. Detroit Red Wings | Toronto Maple Leafs vs. Detroit Red Wings |
| Datum                                                                       | Gostujuća momčad                          | Gostujuća momčad                          | Domaćin                                   | Domaćin                                   | Bilješke                                  |                                           |
| --------------------------------------------------------------------------- | ----------------------------------------- | ----------------------------------------- | ----------------------------------------- | ----------------------------------------- | ----------------------------------------- | ----------------------------------------- |
| 22. ožujka                                                                  | Detroit                                   | 2                                         | 1                                         | Toronto                                   | OT°                                       |                                           |
| 24. ožujka                                                                  | Detroit                                   | 6                                         | 1                                         | Toronto                                   |                                           |                                           |
| 26. ožujka                                                                  | Toronto                                   | 3                                         | 1                                         | Detroit                                   |                                           |                                           |
| 28. ožujka                                                                  | Toronto                                   | 5                                         | 1                                         | Detroit                                   |                                           |                                           |
| 30. ožujka                                                                  | Toronto                                   | 0                                         | 1                                         | Detroit                                   |                                           |                                           |
| Detroit pobjeđuje seriju s 3:2 i kvalificira se za finale Stanleyevog Cupa. |                                           |                                           |                                           |                                           |                                           |                                           |

| Montreal Canadiens vs. Chicago Blackhawks                             | Montreal Canadiens vs. Chicago Blackhawks | Montreal Canadiens vs. Chicago Blackhawks | Montreal Canadiens vs. Chicago Blackhawks | Montreal Canadiens vs. Chicago Blackhawks | Montreal Canadiens vs. Chicago Blackhawks | Montreal Canadiens vs. Chicago Blackhawks |
| Datum                                                                 | Gostujuća momčad                          | Gostujuća momčad                          | Domaćin                                   | Domaćin                                   | Bilješke                                  |                                           |
| --------------------------------------------------------------------- | ----------------------------------------- | ----------------------------------------- | ----------------------------------------- | ----------------------------------------- | ----------------------------------------- | ----------------------------------------- |
| 22. ožujka                                                            | Chicago                                   | 3                                         | 2                                         | Mtl. Canadiens                            |                                           |                                           |
| 25. ožujka                                                            | Mtl. Canadiens                            | 1                                         | 1                                         | Chicago                                   | OT°                                       |                                           |
| Chicago pobjeđuje seriju s 4:3 golova i kvalificira se za drugi krug. |                                           |                                           |                                           |                                           |                                           |                                           |

| Montreal Maroons vs. New York Rangers                                      | Montreal Maroons vs. New York Rangers | Montreal Maroons vs. New York Rangers | Montreal Maroons vs. New York Rangers | Montreal Maroons vs. New York Rangers | Montreal Maroons vs. New York Rangers |
| Datum                                                                      | Gostujuća momčad                      | Gostujuća momčad                      | Domaćin                               | Domaćin                               | Bilješke                              |
| -------------------------------------------------------------------------- | ------------------------------------- | ------------------------------------- | ------------------------------------- | ------------------------------------- | ------------------------------------- |
| 20. ožujka                                                                 | NY Rangers                            | 0                                     | 0                                     | Mtl. Maroons                          |                                       |
| 25. ožujka                                                                 | Mtl. Maroons                          | 2                                     | 1                                     | NY Rangers                            |                                       |
| Mtl. Maroonsi pobjeđuje seriju s 2:1 gola i kvalificiraju se za drugi krug |                                       |                                       |                                       |                                       |                                       |

### Drugi krug
| Montreal Maroons vs. Chicago Blackhawks                                            | Montreal Maroons vs. Chicago Blackhawks | Montreal Maroons vs. Chicago Blackhawks | Montreal Maroons vs. Chicago Blackhawks | Montreal Maroons vs. Chicago Blackhawks | Montreal Maroons vs. Chicago Blackhawks |
| Datum                                                                              | Gostujuća momčad                        | Gostujuća momčad                        | Domaćin                                 | Domaćin                                 |                                         |
| ---------------------------------------------------------------------------------- | --------------------------------------- | --------------------------------------- | --------------------------------------- | --------------------------------------- | --------------------------------------- |
| 28. ožujka                                                                         | Chicago                                 | 3                                       | 0                                       | Mtl. Maroons                            |                                         |
| 1. travnja                                                                         | Mtl. Maroons                            | 2                                       | 3                                       | Chicago                                 |                                         |
| Chicago pobjeđuje seriju s 6:2 golova i kvalificira se za finale Stanleyevog Cupa. |                                         |                                         |                                         |                                         |                                         |

### Finale Stanleyevog Cupa
| Detroit Red Wings vs. Chicago Blackhawks                | Detroit Red Wings vs. Chicago Blackhawks | Detroit Red Wings vs. Chicago Blackhawks | Detroit Red Wings vs. Chicago Blackhawks | Detroit Red Wings vs. Chicago Blackhawks | Detroit Red Wings vs. Chicago Blackhawks | Detroit Red Wings vs. Chicago Blackhawks |
| Datum                                                   | Gostujuća momčad                         | Gostujuća momčad                         | Domaćin                                  | Domaćin                                  | Bilješke                                 |                                          |
| ------------------------------------------------------- | ---------------------------------------- | ---------------------------------------- | ---------------------------------------- | ---------------------------------------- | ---------------------------------------- | ---------------------------------------- |
| 3. travnja                                              | Chicago                                  | 2                                        | 1                                        | Detroit                                  |                                          |                                          |
| 5. travnja                                              | Chicago                                  | 4                                        | 1                                        | Detroit                                  |                                          |                                          |
| 8. travnja                                              | Detroit                                  | 5                                        | 2                                        | Chicago                                  |                                          |                                          |
| 10. travnja                                             | Detroit                                  | 0                                        | 1                                        | Chicago                                  | OT°                                      |                                          |
| Chicago pobjeđuju seriju s 3:1 i osvaja Stanleyjev kup. |                                          |                                          |                                          |                                          |                                          |                                          |

° OT = Produžeci

### Najbolji strijelac doigravanja
Kratice: Ut. = Utakmice, G = Golovi, A = Asistencije, B = Bodovi
| Igrač       | Momčad  | Ut. | G | A | B  |
| ----------- | ------- | --- | - | - | -- |
| Larry Aurie | Detroit | 9   | 3 | 7 | 10 |

## Nagrade NHL-a
| O'Brien Trophy:            | Toronto Maple Leafs                   |
| Prince of Wales Trophy:    | Detroit Red Wings                     |
| Calder Memorial Trophy:    | Russ Blinco, Montreal Maroons         |
| Hart Memorial Trophy:      | Aurel Joliat, Montreal Canadiens      |
| Lady Byng Memorial Trophy: | Frank Boucher, New York Rangers       |
| Vezina Trophy:             | Charlie Gardiner, Chicago Black Hawks |

### All-Stars momčadi
| First Team                            | Position        | Second Team                      |
| ------------------------------------- | --------------- | -------------------------------- |
| Charlie Gardiner, Chicago Black Hawks | vratar          | Roy Worters, New York Americans  |
| King Clancy, Toronto Maple Leafs      | obrambeni igrač | Eddie Shore, Boston Bruins       |
| Lionel Conacher, Chicago Blackhawks   | obrambeni igrač | Ching Johnson, New York Rangers  |
| Frank Boucher, New York Rangers       | centar          | Joe Primeau, Toronto Maple Leafs |
| Charlie Conacher, Toronto Maple Leafs | desni napadač   | Bill Cook, New York Rangers      |
| Busher Jackson, Toronto Maple Leafs   | lijevi napadač  | Aurel Joliat, Montreal Canadiens |
| Lester Patrick, New York Rangers      | trener          | Dick Irvin, Toronto Maple Leafs  |

## Vanjske poveznice
- Hacx.de: Sve ljestvice NHL-a  Arhivirana inačica izvorne stranice od 24. siječnja 2008. (Wayback Machine)